# WarFriends
WarFriends je česká mobilní hra z roku 2017. Jedná se o "cover-based" střílečku z třetí osoby. Hra původně vyšla v early access.

## Hratelnost
Hráč se ujímá vojáka, který se může pohybovat mezi jednotlivými úkryty na mapě, přičemž jeho cílem je zabít nepřátelského vojáka, pokud hraje multplayer. Ve hře pro jednoho hráče musí zabít určitý počet nepřátel. K tomu mže využít poměrně rozsáhlý arzenál zbraní, který zahrnuje pušky, sniperky, brokovnice či raketomety. Zbitím nepřítele získá energii, kterou lze využít ke koupi posil či lepšího vybavení.

## Přijetí
Hra získala ocenění Česká hra roku 2016 v kategorii Největší naděje, která je určena pro Early access tituly.